# Sergej Stepasjin
Sergej Vadimovitj Stepasjin (ryska: Сергей Вадимович Степашин), född 2 mars 1952 i Port Arthur, Sovjetunionen (nuvarande Lüshunkou, Kina), är en rysk politiker och tjänsteman. Han var Rysslands justitieminister 1997–98, inrikesminister 1998–99 och premiärminister maj–augusti 1999.

## Biografi
I februari 1994 utsågs Stepasjin chef för den ryska underrättelsetjänsten FSB. Som FSB-chef tillhörde han de som övertalade president Boris Jeltsin om en invasion av Tjetjenien i december 1994, under det första Tjetjenienkriget. Stepasjin tvingades lämna sin post i juni 1995, efter att tjetjenska terrorister tagit patienter på ett sjukhus som gisslan i den sydryska staden Budjonnovsk.
Han kom därefter att bli justitieminister mellan juli 1997 och mars 1998 och inrikesminister mellan april 1998 och maj 1999. Därefter utsågs han till premiärminister, men avskedades av president Jeltsin redan i augusti 1999, då ett krig utbröt i delrepubliken Dagestan. Han efterträddes av Vladimir Putin.
I parlamentsvalet 1999 blev Stepasjin invald i duman för det liberala partiet Jabloko. Han lämnade dock duman året därpå, då han utsågs till chef för den ryska riksrevisionskammaren. 
Stepasjin, som bland annat behärskar svenska, har beskrivits som ”en stor Sverigevän” och har varit engagerad i de svensk-ryska relationerna. År 2002 utsågs han till kommendör av första klassen av Nordstjärneorden.